# Kara Ákos
Kara Ákos (Győr, 1975. május 21. –) magyar általános szociális munkás, humánmenedzsment szakértő, politikus; 2010. május 14. óta a Fidesz – Magyar Polgári Szövetség országgyűlési képviselője.

## Életrajz

### Tanulmányai
A győri Révai Miklós Gimnáziumban maturált. 1997-ben az Illyés Gyula Pedagógiai Főiskolán általános szociális munkás végzettséget szerzett. 2004-ben a Budapesti Közgazdaságtudományi és Államigazgatási Egyetem humánmenedzsment szakértő képzését végezte el.
C típusú középfokú német nyelvvizsgája van.

### Politikai pályafutása
2006 és 2010 között, illetve 2011 és 2014 között a Győr-Moson-Sopron Megyei Önkormányzat megyei közgyűlésének alelnöke.
2010. május 14. óta a Fidesz – Magyar Polgári Szövetség országgyűlési képviselője a Győr-Moson-Sopron vármegyei (2022-ig: megyei) 2. számú országgyűlési egyéni választókerületben. 2014. július 4. és 2015. november 1. között a Fidesz – Magyar Polgári Szövetség frakcióvezető-helyettese.
2014. október 16. és 2019. augusztus 31. között a Nemzeti Fejlesztési Minisztérium államtitkára.